# Lillington (Warwickshire)
Lillington – dzielnica miasta Royal Leamington Spa, w Anglii, w hrabstwie Warwickshire. Leży 5 km od miasta Warwick. W 1901 roku civil parish liczyła 1241 mieszkańców. Lillington jest wspomniana w Domesday Book (1086) jako Ulintone/Lillintone.